# Azov
Azov (in russo Азов?; in latino: Assovium) è una città della Russia meridionale, nell'oblast' di Rostov, situata sul fiume Don, a brevissima distanza dal mare che da essa prende il nome, capoluogo dell'Azovskij rajon.

## Storia
Il sito dove sorge la città di Azov è abitato da tempi molto antichi, dato che sul luogo fu fondata una colonia greca chiamata Tanais.
L'arrivo degli slavi data dal X secolo; nel XIII e XIV secolo la zona cadde sotto il dominio dei Tatari dell'Orda d'Oro, anche se dei mercanti veneziani e genovesi riuscirono ad installarsi e a fondare una colonia commerciale chiamata Tana.
Il tutto ebbe fine nel 1471, con l'arrivo dei turchi che occuparono militarmente tutta l'area e fondarono la fortezza di Azak per impedire le incursioni e i commerci dei cosacchi del Don verso il Mar Nero. Per scacciare gli ottomani i cosacchi assediarono invano la piazzaforte nel 1574, 1593, 1620 e nel 1626. Nel giugno 1637 una forza composta da 3000 cosacchi del Don e 4000 cosacchi zaporoghi cinse d'assedio la fortezza. Il 21 giugno dello stesso anno gli assedianti riuscirono a vincere la resistenza della guarnigione turca e ad impossessarsi di Azov. Successivamente i cosacchi inviarono allo zar una richiesta per ottenere rinforzi e supporto. I consiglieri del sovrano russo però si opposero a causa della concreta minaccia di una guerra con la Turchia e del cattivo stato delle fortificazioni. Nel giugno 1641, Hüseyin Pascià, pascià di Silistre, assaltò il forte con 70.000-80.000 uomini. A settembre, i turchi dovettero ritirarsi a causa di malattie e della mancanza di rifornimenti. Nel marzo 1642, il sultano Ibrahim I lanciò un ultimatum e lo zar Michele ordinò ai cosacchi di evacuare. I turchi rioccuparono così Azov nel settembre 1642.
Fu riconquistata dai russi nel 1696 durante la campagna lanciata da Pietro il Grande per conquistare uno sbocco marittimo verso il mar Nero. Nel 1708 Azov ottenne lo status di città. Dopo la disastrosa campagna del Prut, la piazzaforte fu nuovamente ceduta agli ottomani nel 1711. Nel corso della guerra russo-turca del 1768-1774 Azov fu conquistata dalle truppe del conte Rumjancev e definitivamente ceduta all'Impero russo con il trattato di Küçük Kaynarca del 1774. Diventata capoluogo di governatorato, iniziò rapidamente a diminuire d'importanza a causa della crescita della vicina città di Rostov sul Don.
Tra il 1917 ed il 1918 fu temporaneamente occupata dalle truppe austro-tedesche. Durante la seconda guerra mondiale Azov fu occupata dall'esercito tedesco tra il luglio 1942 ed il febbraio 1943.

## Monumenti e luoghi d'interesse
- Resti della fortezza di Azov

## Società

### Evoluzione demografica
Fonte: mojgorod.ru
- 1897: 27.500
- 1939: 25.000
- 1959: 39.900
- 1970: 59.000
- 1989: 80.300
- 2002: 82.090
- 2006: 82.600

## Amministrazione

### Gemellaggi
Azov è gemellata con:
- Aglantzia, dal 1990
- Chillicothe (Ohio), dal 1993
- Adalia, dal 1995
- Kizljar, dal 1997
- Feodosia, dal 2007
- Salechard, dal 2007
- Distretto Lazervskij, dal 2008